# Chevy Chase (Maryland)
Chevy Chase ist eine Stadt im Montgomery County von Maryland im Großraum von Washington, D.C. Das U.S. Census Bureau hat bei der Volkszählung 2020 eine Einwohnerzahl von 10.176 ermittelt.
Gleichzeitig ist es der Name einer ganzen Region, in der mehrere Orte den Namen Chevy Chase führen, darunter ein Stadtteil von Washington, siehe Chevy Chase (Washington, D.C.). Diese Orte haben eine gemeinsame Geschichte.
Chevy Chase ist ein typischer Vorort von Washington, D.C. In Chevy Chase liegt ein Zentrum der Jugendorganisation 4-H, in dem jährlich die Endrunde des National Science Bowl stattfindet.

## Wirtschaft
Zum Postbezirk Chevy Chase gehört auch eine Gewerbezone (Friendship Heights), in der sich mehrere Einkaufszentren und der Sitz verschiedener Unternehmen, wie der des Versicherers Geico und der Hotelkette Ritz-Carlton befinden. In Friendship Heights befindet sich auch eine Haltestelle der roten Linie der Washington Metro.

## Geschichte
Chevy Chase war bis 1890 landwirtschaftlich geprägt, danach begann Senator Francis G. Newlands (für Nevada) mit Geschäftspartnern das Land im Nordwesten von Washington, D.C., im südlichen Teil des Montgomery County anzukaufen, um dort eine Siedlung zu errichten. Zu diesem Zweck wurde 1890 das Unternehmen „The Chevy Chase Land Company“ gegründet, das mehr als 6,9 km² entlang der heutigen Connecticut Avenue lag.
Der Name „Chevy Chase“ wurde von einem der erworbenen Grundstücke übernommen, das wiederum 1725 als „Cheivy Chace“ von Charles Calvert, 5. Baron Baltimore einem Offizier namens Josef Belt geschenkt wurde. Der Name lässt sich auf eine Schlacht von 1388 zwischen Henry Percy, 1. Earl of Northumberland und James Douglas, 2. Earl of Douglas zurückführen. Damals ging es um die Cheviot Hills an der Grenze zwischen England und Schottland.
Wie in anderen Vororten in den Vereinigten Staaten durften sich bis ins 20. Jahrhundert aufgrund von Segregation und Rassismus in Chevy Chase keine Schwarzen niederlassen. Francis G. Newlands war ein „überzeugter Rassist“. Die Siedlung wurde anfangs so angelegt, dass nur wohlhabende Bürger Washingtons sich hier niederlassen konnten, die über eigenes Personal verfügten, das Lebensmittel und andere Gebrauchsgüter in der Stadt besorgte. Im 20. Jahrhundert wurden auch günstigere Häuser gebaut, die aber weiterhin nur Weißen vorbehalten waren.
Von den 1920ern an wurde explizit untersagt, Häuser an „Negroes“ oder "Semiten" zu verkaufen.

## Orte
- Chevy Chase (Stadt)
- Chevy Chase (CDP)
- Chevy Chase Village
- Chevy Chase View
- Chevy Chase Section Three
- Chevy Chase Section Five
- North Chevy Chase

Die Post hat, wohl aus logistischen Gründen, für die Postzustellung noch weitere Bereiche an Chevy Chase angehängt.

## Söhne und Töchter der Stadt
- Natalia Mann (* 1987), Fußballspielerin
- Collin Martin (* 1994), Fußballspieler
- Hilary Rhoda (* 1987), Model
- Edward Skottowe Northrop (1911–2003), Jurist und Politiker
- Andy Serwer (* 1959), Journalist